# Кьяроскуро

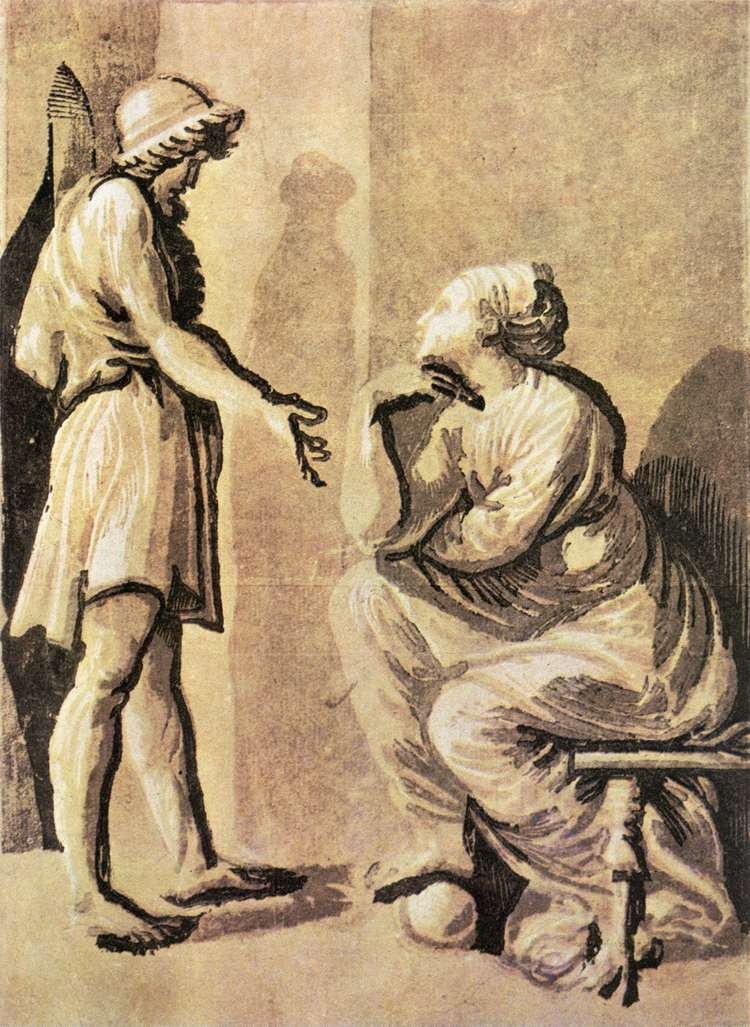
Уго да Карпи. Герон и сивилла (Рафаэль и его возлюбленная). Кьяроскуро в 4 доски. После 1518. Вашингтон, Национальная галерея искусства

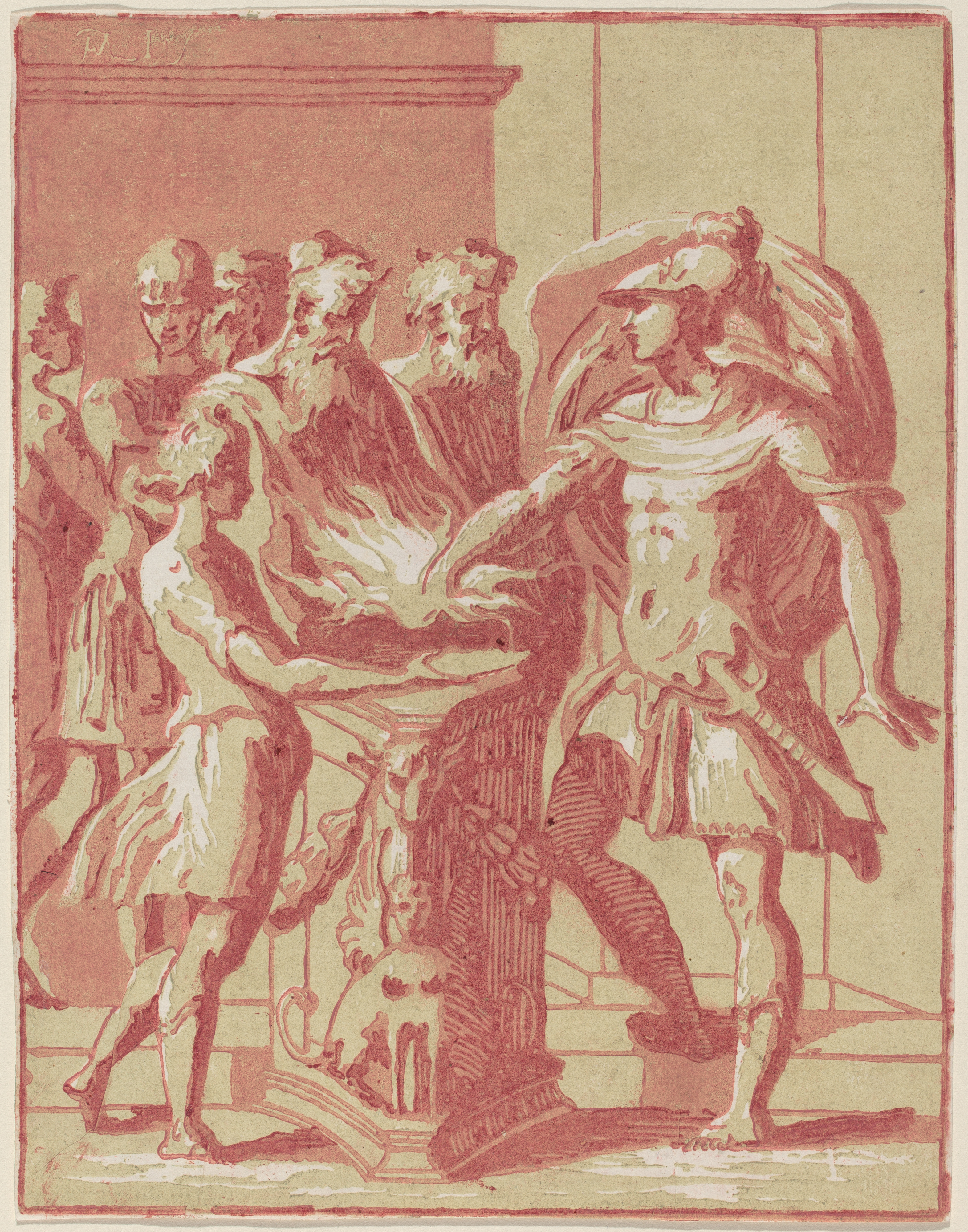
А. М. Дзанетти. Гай Муций Сцевола

Кьяроску́ро (итал. chiaro е scuro — свет и тень) — название разновидности цветной ксилографии, гравюры на дереве, в которой печать производится последовательно с нескольких «досок» так же, как в цветном офорте или в цветной литографии. Совмещение оттисков при печати осуществляется с помощью двух игл и еле заметных отверстий на бумаге и печатной форме.

## История термина и особенность техники
Происхождение итальянской формы термина связано с потребностями репродуцирования популярных картин художников венецианской школы в эпоху Возрождения и позднее, в эпоху барокко. В 1516 году итальянский живописец и гравёр Уго да Карпи (ок. 1480—1532) подал прошение венецианскому сенату о даровании ему привилегии на печатание цветных гравюр в изобретённой им технике, которую сам мастер назвал новым способом «делать отпечатки, которые выглядят так, будто их сделали кистью» (di fare colle stampe di legno carte che paion fatte col pennello).

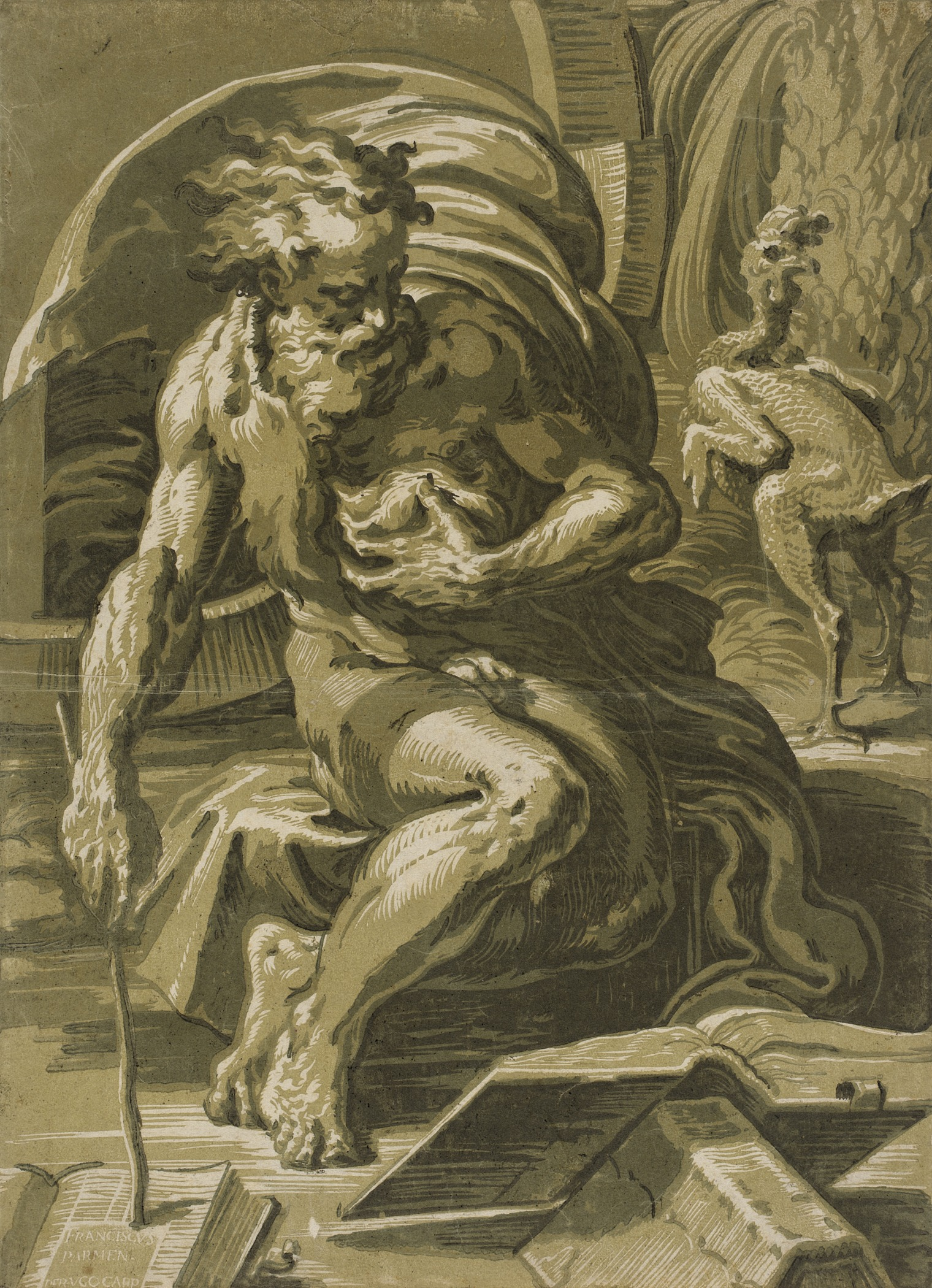
Уго да Карпи. Диоген. Ксилография в «манере кьяро э скуро» с четырёх досок по картине Пармиджанино. 1527 год

Д. Беккафуми. Апостол, держащий книгу. Кьяроскуро. 1500

Впоследствии термин «кьяроскуро» стали применять в отношении любой западноевропейской многокрасочной гравюры XVI—XVIII веков, однако исторически его возникновение связано именно с особенностями венецианской школы рисунка и живописи, произведения которой отличаются особенной живописностью. Вопреки распространённому мнению, изобретение Уго да Карпи предполагает не столько воспроизведение в гравюре светотени (освещённости изображаемых предметов), сколько сочетание локальных цветовых пятен, напоминающих заливки кистью, в зависимости от количества используемых печатных досок. Новаторство Уго да Карпи заключалось прежде всего в том, что он почти полностью отказался от «рисующего контура» — основного выразительного средства в традиционной «обрезной», или «чёрноштриховой», ксилографии.
Цветную печать применяли и ранее, например, немецкие гравёры эпохи Северного Возрождения, но их способ заключался в другом — соединении чёрноштриховой гравюры с цветной подкладкой и дополнительным «прогоном» золотой или серебряной краски (иногда белилами) со специально награвированной доски — так называемый гольддрук.
Уго да Карпи работал по живописным оригиналам Пармиджанино, Рафаэля. Его последователями в Италии были Антонио да Тренто (Антонио Фантуцци), Андреа Андреани, Доменико Беккафуми, Антонио Дзанетти Старший, в Англии — Элиша Кёрколл. На развитие искусства кьяроскуро повлияла живопись Джованни Баттиста Тьеполо и его сына Джованни Доменико Тьеполо, в также искусство интернационального маньеризма. В живописи маньеристов, в частности мастеров генуэзской школы, например Алессандро Маньяско, осязательная ценность формы уступила место экспрессивным приёмам, получившим название «живопись ударом и пятном» (итал. pittura di tocco e di macchia).
Последователями Уго да Карпи были рисовальщики и гравёры Антонио да Тренто, Андреа Андреани, Антонио Мария Дзанетти Старший, в Нидерландах Хендрик Гольциус, во Франции Николя Лесюёр и многие другие.
Таким образом, искусство венецианской кьяроскуро развивалось в тесном взаимодействии со стилевой эволюцией итальянской живописи. Это дало повод к исторической аберрации термина и расширения его вторичных значений. Французский живописец, гравёр, теоретик искусства XVII века Роже де Пиль в сочинении 1673 года «Диалог о цвете» (Dialogue sur le coloris) использовал термин «светотень» (фр.  clair-obscur), безгранично расширив его свойства и в рисунке, и в гравюре, и в живописи.
С тех пор в истории и практике изобразительного искусства слово «кьяроскуро» утратило терминологический смысл и стало обозначать любые градации светлого и тёмного, «распределение различных по яркости цветов или оттенков одного цвета, позволяющее воспринимать изображаемый предмет объёмным» «С развитием Кьяроскуро в 16-17вв., ночь вышла из фона, утвердившись в самой картине, которая стала прямо-таки сценой манихейской борьбы между Светом и Тьмой» (О. Хаксли, «Рай и Ад»).

## История «светотеневой живописи»
К возможностям светотени прибегали уже античные живописцы. Плиний Старший упоминает Аполлодора из Афин (жившего во второй половине V века до н.э) как изобретателя светотени и основоположником собственно живописи (так называемой светотеневой живописи). Работы Аполлодора до наших дней не сохранились.
Теорию светотени в качестве «сфумато» (итал. sfumato — дымчатый) в живописи изложил Леонардо да Винчи в «Трактате о живописи» (сохранились отрывки). Художник пояснял такой приём необходимостью «соединять тени и света́» так, чтобы они были «без черты или края, как дым».
Одним из мастеров, которые добились наиболее впечатляющих результатов благодаря применению так называемых — «контраста светлого и тёмного» и «контраста цветового насыщения», был французский художник XVII века Жорж де Латур.

## Дифференциация терминов

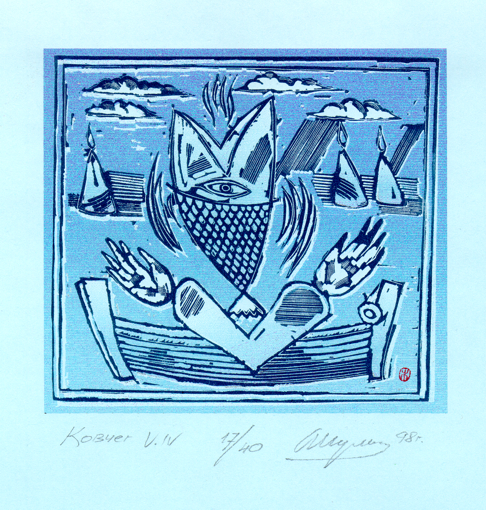
Serge. Ark V.IV. Изображение «кьяроскуро» на оргстекле с иллюминацией струйным принтером. 1998

В современном понимании «кьяроскуро» — это монохромное изображение, которое может быть выполнено в любой технике: карандашный рисунок, акварель, гуашь, фреска, гравюра. Объём достигается использованием градаций света и тени.
В более широком смысле термин светотень применяют для описания живописного эффекта, основанного на контрасте между ярко освещёнными фигурами и затенёнными участками картины. Живописцы, работавшие в этом направлении: Караваджо, Рембрандт, Веласкес.
Применяемое в обиходной речи слово светотень подразумевает ещё более широкий ряд значений, общих для всех видов изобразительного искусства, а именно особенность «распределения различных по яркости цветов или оттенков одного цвета, позволяющий воспринимать изображаемый предмет объемным» — приём, который даёт возможность наглядного изображения объёма на плоскости, или, иными словами, — организации трёхмерного пространства на плоскости бумажного листа или холста.